# Patricia Maliepo
Pas d'image ? Cliquez ici

a Compétitions nationales et continentales officielles uniquement.

b Matchs officiels uniquement.
Dernière mise à jour le 13 avril 2025.
Patricia Maliepo, née le 13 mars 2003 à Auckland (Nouvelle-Zélande), est une joueuse internationale néo-zélandaise de rugby à XV évoluant aux postes de demi d'ouverture, centre ou arrière. Elle joue avec Auckland en Farah Palmer Cup et avec les Blues en Super Rugby Aupiki.
Son frère Moa Mua Maliepo (en) est international roumain.

## Biographie
Née le 13 mars 2003 à Auckland en Nouvelle-Zélande, elle débute le rugby à XV à 9 ans après avoir vu son frère Moa (en) jouer à ce sport, à l'école d'Auckland Marist. Elle joue ensuite au Edgewater College puis quatre ans avec le Southern Cross Campus.
Elle fait ses débuts en Farah Palmer Cup en 2019, âgée de seize ans et cinq mois avec Auckland.
Sélectionnée avec les Blues en 2021, elle inscrit le premier essai de l'histoire de la franchise. En fin d'année, elle devient internationale néo-zélandaise lors de la tournée ratée en Europe (quatre défaites en quatre matchs contre l'Angleterre et la France). Elle obtient sa première sélection à Exeter contre les Red Roses et dispute trois des tests.
Formée au poste de demi d’ouverture, elle est replacée en premier centre en équipe nationale et peut évoluer à l'arrière. Elle déclare préférer jouer en 12.
Avec les Black Ferns, elle remporte les Pacific Four Series 2022. Victime de deux commotions dans l'année, elle n'est pas retenue pour la Coupe du monde.
Elle se blesse au pied (entorse de Lisfranc) et rate une partie de la saison 2023. Mais à l'automne, elle est de retour en sélection nationale et participe à la première édition du WXV.
Elle est en couple avec sa coéquipière Katelyn Vahaakolo.

## Palmarès

### En province
- Vainqueur de la Farah Palmer Cup en 2023.
- Vainqueur du Super Rugby Aupiki en 2024 et 2025.

### En équipe nationale
- Vainqueur de la Pacific Four Series en 2022.